# Manuel Gräfe
Manuel Gräfe (Berlino Ovest, 21 settembre 1973) è un ex arbitro di calcio tedesco.

## Carriera
Dopo il classico iter nei campionati minori tedeschi, raggiunge la 2.Bundesliga nel 2001 e la massima divisione nel 2004. Il 1º gennaio 2007 riceve la nomina FIFA. Il 19 novembre 2008 fa il suo esordio da internazionale in una gara tra nazionali maggiori nella partita amichevole tra Austria e Turchia, terminata 2-4. Nel 2009 prende parte ai Campionati europei di calcio Under 19 in Ucraina, dove dirige due partite della fase a gironi e una semifinale.
Dopo alcune apparizioni in Europa League, nell'ottobre 2010 fa anche il suo esordio nella fase a gironi della UEFA Champions League, dirigendo un match tra i greci del Panathinaikos e i russi del Rubin Kazan. Nel 2011 viene eletto dalla Federcalcio tedesca miglior arbitro tedesco del campionato.
il 22 Maggio 2021 nel match di Bundesliga  Borussia Dortmund - Bayer Leverkusen conduce la sua ultima partita in carriera scambiando la maglia a fine partita con il calciatore norvegese Erling Haaland.